# تشيستوبول
تشيستوبول (بالروسية: Чистополь) هي إحدى مدن روسيا في الكيان الفدرالي الروسي تتارستان.

## أعلام
- ألكسندر بوتليروف
- أناتولي مارتشينكو